# Блэкмен, Джордж
Джордж Блэкмен (англ. George Blackman); 1897, Барбадос — 22 апреля 2003, там же) — рядовой четвёртого батальона британского вест-индского полка, принимавший участие в Первой мировой войне. После смерти в 2002 году ямайца Юджента Башпепы Кларка в возрасте 108 лет Джордж являлся последним участником данного вооружённого конфликта, проживавшим в Вест-Индии.

## Биография
Родился на Барбадосе в 1897 году.
Чернокожие подданные британского короля Георга V практически не принимали непосредственного участия в Первой мировой войны: в основном они занимались вопросами тылового обеспечения. Блэкмен же, наоборот, воевал против немцев и турок, ходил несколько раз в рукопашную; впоследствии отправлен на родину, на Барбадос, на корабле с территории британской базы в Таранто.
По возвращении Блэкмену не было оказано совершенно никакой материальной помощи со стороны правительства, и он до выхода на пенсию являлся обычным рабочим. Путешествуя по Южной Америке, он работал механиком в Колумбии, а затем вышел на пенсию и перебрался в Венесуэлу, где жил со своей дочерью, пока правительство Барбадоса не помогло ему вернуться домой в начале 2002 года, хотя и мешкало с предоставлением ему пенсионного обеспечения на родине.
6 ноября 2002 года в The Guardian появилась статья «There were no parades for us» («Нам не довелось участвовать в парадах»), в которой рассказывалось о военнослужащих вооружённых сил Великобритании, принимавших участие в обеих мировых войнах, которым не было оказано должного внимания британским правительством. Через несколько месяцев после её публикации Джордж Блэкмен скончался.